# Línea 2 (Cercanías Gerona)
La línea 2 de Cercanías Gerona sería la más corta de esta hipotética futura red. Se prevé su inauguración entre 2010 y 2012 aprovechando la red de ferrocarril actual (línea Barcelona-Portbou).

## Frecuencias
En hora punta las frecuencias serían de 15 min en el tramo común con la línea 1 (Flassá-Riudellots de la Selva), y de 30 min en el resto del tramo.

## Recorrido
| Flassá < > Massanet-Massanas | |  |                        |
|                              | Estación de autobuses · Trenes de MD o LD · Trenes de Media Distancia · Trenes de Larga Distancia · Aparcamiento |  | Flassá                 |
|                              | Aparcamiento |  | Bordils y Juyá         |
|                              | Aparcamiento |  | Celrá                  |
|                              | Estación de autobuses · Trenes de MD o LD · Trenes de Media Distancia · Trenes de Larga Distancia · Aparcamiento |  | Gerona                 |
|                              | Aparcamiento |  | Fornells de la Selva   |
|                              | Aparcamiento |  | Riudellots de la Selva |
|                              | Trenes de MD o LD · Trenes de Media Distancia · Aparcamiento                                                     |  | Caldas de Malavella    |
|                              | Trenes de MD o LD · Trenes de Media Distancia · Aparcamiento                                                     |  | Sils                   |
|                              | Estación de autobuses · Trenes de MD o LD · Trenes de Media Distancia · Aparcamiento                             |  | Massanet-Massanas      |